# McCool
McCool és una població dels Estats Units a l'estat de Mississipi. Segons el cens del 2000 tenia 182 habitants.

## Demografia
Segons el cens del 2000, McCool tenia 182 habitants, 72 habitatges, i 49 famílies. La densitat de població era de 74,8 habitants per km².
Dels 72 habitatges en un 31,9% hi vivien nens de menys de 18 anys, en un 55,6% hi vivien parelles casades, en un 8,3% dones solteres, i en un 31,9% no eren unitats familiars. En el 27,8% dels habitatges hi vivien persones soles el 16,7% de les quals corresponia a persones de 65 anys o més que vivien soles. El nombre mitjà de persones vivint en cada habitatge era de 2,53 i el nombre mitjà de persones que vivien en cada família era de 3,14.
Per edats la població es repartia de la següent manera: un 20,9% tenia menys de 18 anys, un 12,1% entre 18 i 24, un 25,3% entre 25 i 44, un 23,1% de 45 a 60 i un 18,7% 65 anys o més.
L'edat mediana era de 41 anys. Per cada 100 dones de 18 o més anys hi havia 73,5 homes.
La renda mediana per habitatge era de 19.659 $ i la renda mediana per família de 27.083 $. Els homes tenien una renda mediana de 24.583 $ mentre que les dones 20.000 $. La renda per capita de la població era de 10.760 $. Entorn del 18,4% de les famílies i el 19,6% de la població estaven per davall del llindar de pobresa.

## Poblacions més properes
El següent diagrama mostra les poblacions més properes.